# Sigmund Jähn

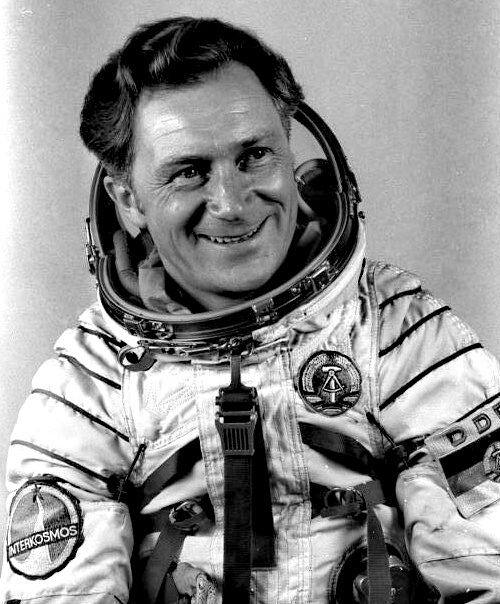
Sigmund Jähn in 1978

Sigmund Werner Paul Jähn (Morgenröthe-Rautenkranz, 13 februari 1937 - Strausberg, 21 september 2019) was de eerste Duitse kosmonaut.
In 1955 nam Jähn dienst bij de Oost-Duitse luchtmacht, waar hij piloot en militair wetenschapper werd. Van 1966 tot 1970 studeerde hij aan de Gagarin Luchtvaarthogeschool te Monino in de Sovjet-Unie. Na zijn studie was hij verantwoordelijk voor de pilotenopleiding in de DDR.
In 1976 werd hij geselecteerd om de eerste Duitse kosmonaut te worden. Hij volgde een tweejarige opleiding in Sterrenstad en vloog vervolgens op 26 augustus 1978 aan boord van de Sojoez 31 naar het Russische ruimtestation Saljoet 6. Hij keerde terug met Sojoez 29. In totaal verbleef hij zeven dagen, 20 uur en 49 minuten in de ruimte. Opmerkelijk is dat hij ook in West-Duitsland erkend werd als de eerste Duitse ruimtevaarder. In de DDR werd hij door de partijleiding tot volksheld gemaakt. In elke stad en elk dorp werden zoveel afbeeldingen van hem opgehangen dat er al snel een grap over werd gemaakt. Op de vraag "hoever is het tot ..." werd er niet gezegd, zoveel kilometer, maar zoveel Jähn. Hij droeg de titel "Held van de Duitse Democratische Republiek". 
Na zijn carrière als ruimtevaarder en de hereniging van Duitsland werkte Jähn als adviseur van het West-Duitse en later van het Europese ruimtevaartagentschap.

## Trivia
- In de Duitse speelfilm Good Bye, Lenin! uit 2003 komt een taxichauffeur voor (gespeeld door Stefan Walz) die voor Sigmund Jähn moet doorgaan en veel gelijkenis met hem vertoont.